# جمعية الحاسبات والعلوم الإنسانية
جمعية الحاسبات والعلوم الإنسانية (ACH) هي الجمعية المهنية الدولية الأساسية المعنية بالعلوم الإنسانية الرقمية. وتأسست جمعية الحاسبات والعلوم الإنسانية عام 1978. ووفقًا للموقع الإلكتروني الرسمي، تقوم المؤسسة «بدعم ونشر البحوث وتثقيف مجتمع مهني نابض بالحياة من خلال المؤتمرات والمنشورات وأنشطة التوعية.» ويوجد مقر جمعية الحاسبات والعلوم الإنسانية في الولايات المتحدة، وتوجد لديها دول أعضاء. وتُعتبر جمعية الحاسبات والعلوم الإنسانية عضوًا مؤسسًا في تحالف مؤسسات العلوم الإنسانية الرقمية (ADHO)، ومؤسسًا مشاركًا في مبادرة ترميز النصوص، وراعيًا مشاركًا لأحد المؤتمرات السنوية.

## المؤتمر
كانت جمعية الحاسبات والعلوم الإنسانية راعٍ مشارك في مؤتمر العلوم الإنسانية الرقمية السنوي (الذي كان يُعرف سابقًا باسم ACH/ALLC، قبل المؤتمر الدولي حول الحوسبة في مجال العلوم الإنسانية أو ICCH) منذ عام 1989. ومنذ عام 2006، عندما تم تأسيس تحالف مؤسسات العلوم الإنسانية الرقمية، باتت المؤسسة الأم هي الراعي الرسمي للمؤتمر.

## الدوريات العلمية
- حتى عام 2004، كانت الحاسبات والعلوم الإنسانية (Computers and the Humanities) هي المجلة الرسمية لجمعية الحاسبات والعلوم الإنسانية.[6] (وفي عام 2005 تمت إعادة تسميتها لتصبح موارد اللغة والتقييم.[7])
- والمجلة المطبوعة الأكثر ارتباطًا بجمعية الحاسبات والعلوم الإنسانية هي الحوسبة الأدبية واللغوية (مطبعة جامعة أكسفورد).
- المجلة التي تخضع لمراجعة الأقران مفتوحة الوصول الخاصة بجمعية الحاسبات والعلوم الإنسانية هي العلوم الإنسانية الرقمية ربع السنوية (Digital Humanities Quarterly) (ADHO).

## المؤسسات ذات الصلة
انضمت المؤسسات التالية لجمعية الحاسبات والعلوم الإنسانية في تحالف مؤسسات العلوم الإنسانية الرقمية::
- جمعية الحوسبة الأدبية واللغوية (ALLC)
- الجمعية الكندية للعلوم الإنسانية الرقمية/Société canadienne des humanités numériques (CSDH-SCHN)

مؤسسات أخرى ذات صلة:
- جمعية اللغويات الحاسوبية
- مبادرة ترميز النصوص

## وصلات خارجية
- Official website

‌